# A cerchiata
La A cerchiata, Ⓐ, è il simbolo più conosciuto del movimento anarchico.

La "A" cerchiata, Ⓐ, uno dei simboli del movimento anarchico

## Storia del simbolo
Il simbolo della A cerchiata (che trae origine dal famoso slogan di Pierre-Joseph Proudhon: Anarchia è Ordine) rappresenta l'obiettivo anarchico di raggiungere la libertà e l'autonomia non attraverso una strutturazione sociale di tipo gerarchico ma tramite rapporti alla pari tra le persone, eliminando quindi il disordine rappresentato dai rapporti di subordinazione e di potere.
Sempre Proudhon disse: La société cherche l'ordre dans l'anarchie ("La società cerca l'ordine nell'anarchia"), e le due parole Ordine e Anarchia iniziano con O e A in tutte le lingue occidentali.
Meno chiara è invece l'origine del simbolo. Molti pensano erroneamente che essa sia da ricercare nel movimento punk negli anni '70 del XX secolo. In realtà nel 1964 un famoso gruppo francese, Gioventù Libertaria, l'aveva usata come proprio simbolo, ma la Alliance Ouvriere Anarchiste (AOA) l'aveva utilizzata già nel novembre 1956, alla sua fondazione avvenuta a Bruxelles. Fino a pochi anni fa la nascita della A cerchiata è stata datata a quell'evento (25 novembre 1956).
Un documentario della BBC dedicato alla guerra civile spagnola tuttavia ha mostrato una milizia anarchica recante una A cerchiata sulla parte posteriore dell'elmetto, il che farebbe quindi risalire il simbolo agli anni trenta; in realtà, però, pare che si tratti del disegno di un bersaglio. Sempre in Spagna, il Consiglio Federale dell'Associazione Internazionale dei Lavoratori (fondato da anarchici nel 1870) si era fregiato di un simbolo massonico che ricordava una A cerchiata con relativo filo a piombo come un archipendolo segno di rettitudine morale. Nell'ex-Unione Sovietica, lo stesso simbolo — già moderno, nella forma — risulta curiosamente attestato su stampa, dal 1927 circa, in copertina di alcune partiture musicali occidentalizzanti destinate al grande pubblico. Forse ciò in aperta e deliberata opposizione alla musica tradizionale, col fine quindi di favorire, in un tentativo di radicale svecchiamento dei costumi, una maggiore apertura dell'Unione alla allora contemporanea cultura Jazz e avanguardista. 
La diffusione massiccia del simbolo in tutto il mondo si colloca sicuramente nel 1968, come uno dei simboli del movimento noto come Il Sessantotto.
Una storia della A cerchiata si può trovare sul sito del Centro Studi Libertari di Milano, i cui fondatori erano in contatto con il gruppo francese Gioventù Libertaria.
Il carattere può essere codificato in Unicode attraverso il codice U+24B6 (Ⓐ). Inoltre, il segno "@" o "(A)" possono essere utilizzati per rappresentare rapidamente la A cerchiata in un computer.